# Reinkarsee
Der Reinkarsee ist ein rund 1,5 ha großer Bergsee in den Kitzbüheler Alpen in Tirol. Er liegt auf 2194 m ü. A. in einem Kar, eingebettet zwischen der Molterfeldspitze (2248 m ü. A.) im Norden und dem Kröndlhorn (2444 m ü. A.) im Süden. Er befindet sich im Gemeindegebiet von Westendorf nur rund 500 Meter von der Grenze zu Salzburg entfernt. Vom Talschluss des Windautals ist er über die Oberkaralm in rund 2½ Stunden Gehzeit zu erreichen und wird gerne auf dem Anstieg zum Kröndlhorn besucht.
Der Reinkarsee erhält im Süden Zufluss von einem rund 50 m höher gelegenen kleinen See und entwässert im Nordosten über die Windauer Ache.